# Mahoba (dystrykt)
Mahoba (dystrykt) – (Hindi: महोबा जिला) dystrykt w Uttar Pradesh. Stolicą jest miasto Mahoba. Dystrykt Mahoba jest częścią Dywizji Chitrakoot. Jest jednym z najmniej zaludnionych dystryktów w stanie Uttar Pradesh.